# Chefferie d’Efoulan
La chefferie supérieure d'Efoulan est l'une des chefferies traditionnelles au Cameroun, située dans le département du Mfoundi, région du Centre. Depuis le décès de Marie Thérèse Assiga en février 2014, aucun autre chef traditionnel n'est désigné à sa tête à cause des différents malentendus.

## Historique
La chefferie d’Efoulan est une chefferie à l’ère de la libération politique où les femmes s’investissent pour la faire rayonner dans la paix. Les femmes sont les pièces maîtresses dans la résolution des conflits opposant parfois chef traditionnel aux élites, comme aux populations. C’est la chefferie traditionnelle des Ewondo et des Benes.

## Localisation
La chefferie supérieure d’Efoulan est située dans l’arrondissement de Yaoundé III, département du Mfoudi, région du Centre Cameroun.